# Rimantas Rupšys
Rimantas Rupšys (* 1966) ist ein litauischer Schachspieler. Seine höchste Elo-Zahl war 1968 (im Januar 2004). Rupšys spielt für den ŠK Margiris Kaunas. Rupšys spielt auch Fernschach. Seit 2005 trägt er den Titel eines Internationalen Fernschachmeisters. Rupšys war litauischer Einzelmeister im Fernschach (2002–2004) und Fernschacheuropavizemeister (2009). Von 2004 bis 2009 spielte er für Litauen bei der Europäischen Mannschaftsmeisterschaft im Fernschach und belegte den 2. Platz.